# Raffaele Rotiroti
Raffaele Rotiroti (Sant'Angelo dei Lombardi, 17 novembre 1935 – Roma, 21 ottobre 2002) è stato un politico italiano.

## Biografia
Iscritto al Psi dal 1964, è stato Presidente dell'ospedale Forlanini dal 1975, nel 1980 entrò a far parte nel comitato centrale del Psi e nell'assemblea nazionale. Era stato consigliere comunale di Roma dal 1981 e assessore al personale. Rieletto in Campidoglio nel 1985, fu di nuovo assessore e infine capogruppo consiliare. Fu anche segretario della direzione socialista romana e tra i più stretti collaboratori di Bettino Craxi. Venne eletto deputato per due legislature nel 1987 e nel 1992, nella circoscrizione Roma-Viterbo-Latina-Frosinone. È stato anche dirigente generale dell’INPS (Istituto Nazionale di Previdenza Sociale).